# Thomas Spring de Lavenham
Thomas Spring (circa 1474 - 1523) (también conocido como Thomas Spring III y The Rich Clothier) de Lavenham en Suffolk, fue un comerciante de paños inglés. Consolidó el negocio de su padre para convertirse en uno de los más exitosos en el próspero comercio de lana de la época y fue uno de los hombres más ricos de Inglaterra. Ha sido descrito como la figura más importante de la industria textil tudor temprana.

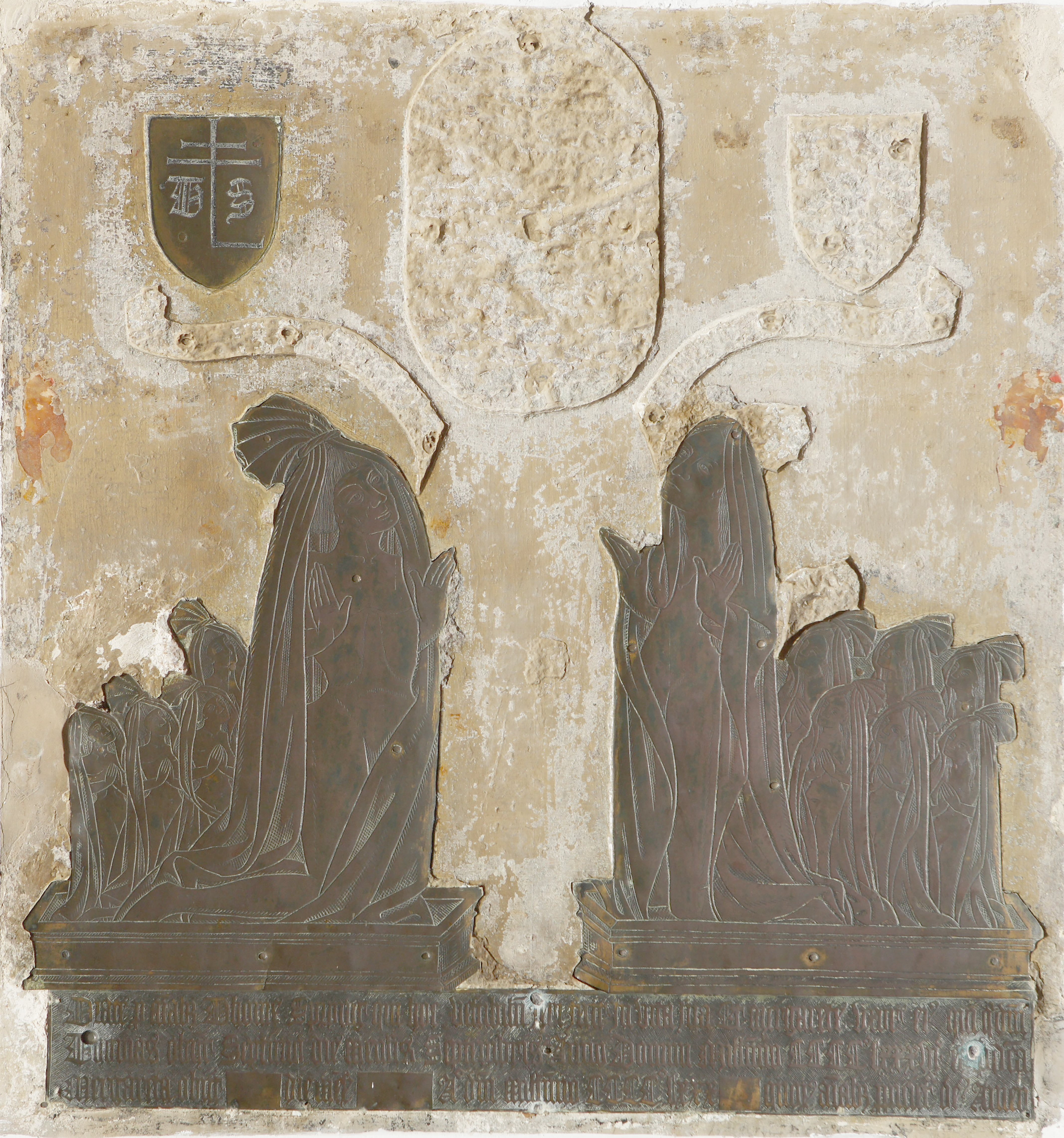
Lápida monumental de Thomas II Spring (fallecido en 1486) y su esposa Margaret Appleton, los padres de Thomas Spring (fallecido en 1523). Iglesia de Lavenham.

## Orígenes
Thomas Spring III fue el hijo mayor y heredero de Thomas Spring II (fallecido el 7 de septiembre de 1486) de Lavenham (cuya lápida monumental sobrevive en la Iglesia de Lavenham), y su esposa Margaret Appleton. El testamento de su padre menciona a Thomas y a otros dos hijos, William y James (asesinado en 1493), así como a una hija, Marian. Tenía otro hermano, John Spring, cuya hija, Margaret Spring, se casó con Aubrey de Vere, segundo hijo de John de Vere, XV conde de Oxford, y fue la abuela de Robert de Vere, XIX conde de Oxford.
El testamento del abuelo de Thomas Spring, Thomas I Spring (fallecido en 1440), menciona a su esposa, Agnes, a su hijo mayor y heredero, Thomas (fallecido el 7 de septiembre de 1486), otro hijo llamado William, y dos hijas, Katherine y Dionyse.

## Carrera
Spring heredó el negocio familiar de lana y tela de su padre, y durante su vida el comercio de tela estaba en su momento más rentable. En 1502 participó en la identificación de posibles partidarios de Edmund de la Pole, III duque de Suffolk, quien se creía que estaba planeando una rebelión contra Enrique VII. Spring estuvo involucrado en el comercio a través de los puertos de Essex y Suffolk hacia los Países Bajos; en 1507, estuvo involucrado en un caso legal por no pagar aranceles sobre alumbre contrabandeado a Inglaterra. En 1512, 1513 y 1517, su nombre aparece como uno de los comisionados para recaudar impuestos en Suffolk. En 1517, durante el reinado de Enrique VIII, Spring recibió una exención de deberes públicos, posiblemente como resultado de ser sospechoso de pagar menos impuestos, momento en el que probablemente estaba en la cima de su riqueza.

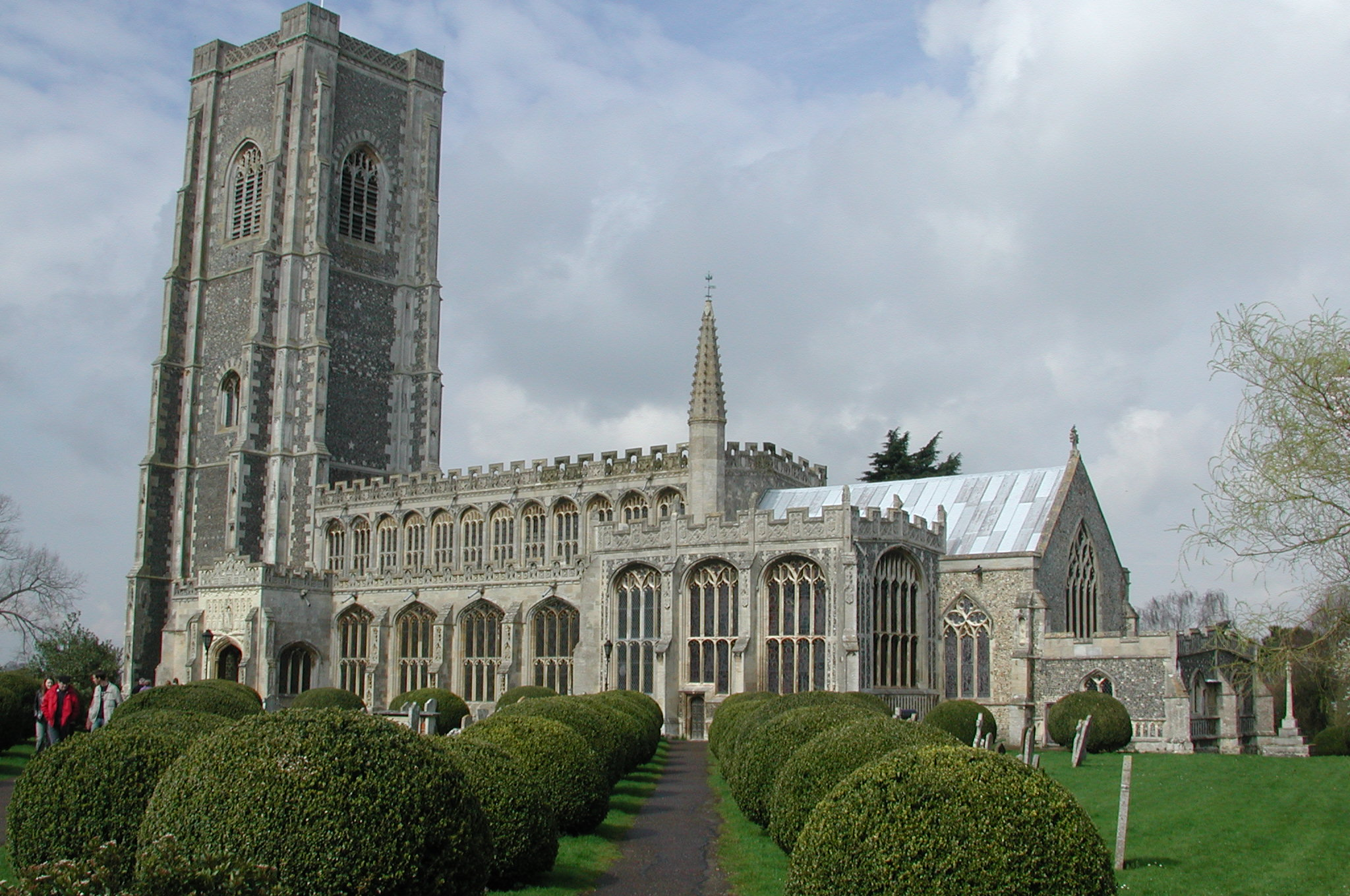
Iglesia de San Pedro y San Pablo, Lavenham, parcialmente financiada por Thomas Spring y donde está enterrado.

Para el momento de su muerte, se creía que Spring era el hombre más rico de Inglaterra fuera de la nobleza, habiendo invertido gran parte de su dinero en tierras. Era de lejos el hombre más rico de Suffolk, con tierras que valían más de £100 por año. En 1522, se estimaba que poseía bienes muebles por un valor total de £1,800 y le debían deudas por más de £2,200. La encuesta preliminar para el Subsidio de 1523 muestra a Spring como Lord of the manor de veintiséis feudos en el este de Inglaterra, y como propietario de tierras en más de cien otros feudos. Spring es mencionado en el poema satírico de John Skelton, "Why come ye not to Court", que hace referencia al rico pañero, con quien se dice que Skelton fue amigo, y su negativa a asistir a la corte.

"Ahora nada, solo pagar pagar con risas y entregar al pueblo, ciudad y pueblo buen Springe de Lanam debe contar qué pasó con su fabricación de tela. La gracia de mi señor traerá a este alto Springe abajo y lo llevará tan bajo que nunca fluirá".

Al igual que su padre, Thomas Spring estuvo estrechamente involucrado en la reconstrucción y embellecimiento de la Iglesia de San Pedro y San Pablo en Lavenham. Esto se hizo en parte para propiciar a John de Vere, XIII Conde de Oxford, quien había ordenado el trabajo de reconstrucción y era el otro principal donante. La reconstrucción también le dio a Spring la oportunidad de mostrar su riqueza y generosidad, consolidando así su posición en Suffolk; una motivación común detrás de la construcción de muchas iglesias de este tipo.

## Matrimonio e hijos
Thomas Spring se casó dos veces:
Primero, en 1493, con Anne King, de Boxford, Suffolk, con quien tuvo dos hijos y dos hijas:
- Sir John Spring (f. 12 de agosto de 1547), de Lavenham, hijo mayor y heredero, quien se casó con Dorothy Waldegrave, una hija de Sir William Waldegrave.[14]
  - Robert Spring (1502–1550), quien dejó un testamento fechado el 10 de octubre de 1547 en el que menciona a su esposa Agnes, su hijo mayor y heredero Thomas Spring de Castlemaine, otros seis hijos (Jerome, Robert, John, Nicholas, Stephen y Henry, Párroco de Icklingham), y dos hijas Dorothy y Frances.[15] Como supervisor, nombró a Sir William Cordell.[16]
  - Anne Spring[17] (1494–1528), quien se casó con Sir Thomas Jermyn (f. 1552) de Rushbrooke en Suffolk.[18] Después de su muerte, Jermyn se casó en segundas nupcias con Anne Drury.[19]
  - Rose Spring (n. 1496), quien se casó con Thomas Guybon.[18]

En segundo lugar, se casó con una dama llamada Alice Appleton (fallecida en 1538), viuda de un hombre de apellido May, con quien tuvo otra hija:
- Bridget Spring (1498–c. 1557), quien se casó primero con William Erneley (21 de diciembre de 1501 – 20 de enero de 1546), hijo de Sir John Erneley (circa 1464–1520), Juez Principal de los Pleitos Comunes, con quien tuvo dos hijos y dos hijas,[22] y segundo con Sir Henry Hussey (f. 28 de agosto de 1557) de Slinfold en Sussex.[17][18]

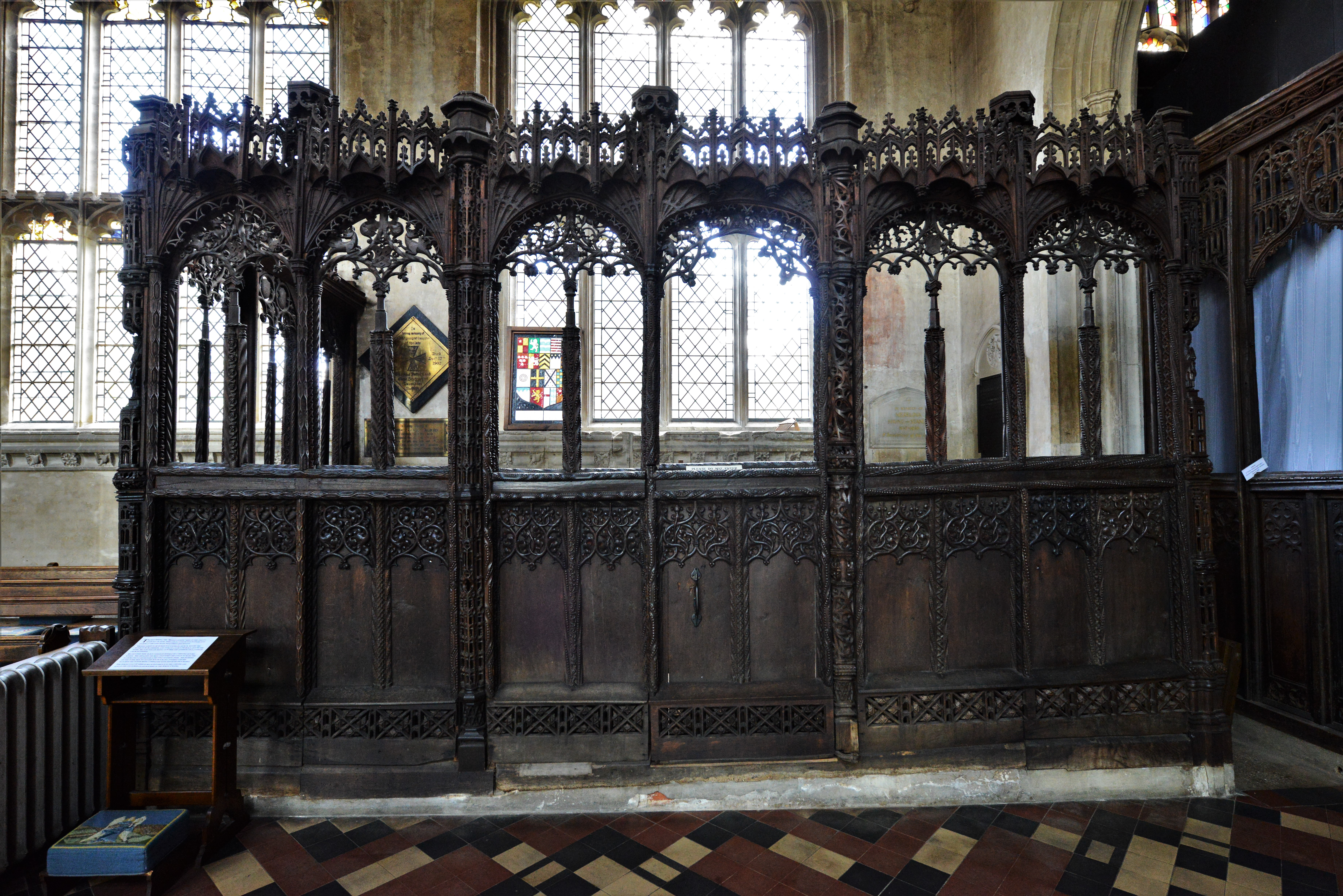
Biombo Parclose en la iglesia de Lavenham, erigido según lo ordenado por el testamento de Thomas Spring (muerto en 1523)

Alice sobrevivió a Thomas por quince años. En su testamento, fechado el 13 de abril de 1538, menciona a su hija con Thomas Spring, Bridget, ahora esposa de William Erneley; a su hija Alice, ahora esposa de Richard Fulmerston; y a su hija Margaret (fallecida c. 1552), esposa de William Risby (fallecido c. 1551). Designa como ejecutores a su hija Margaret y a sus yernos, William Risby y Richard Fulmerston, y solicita "a mi Señor de Oxenford" (John de Vere, 15º Conde de Oxford) que ayude y defienda a mis mencionados ejecutores.  En un codicilo agregado el 31 de agosto de 1538, exime a Richard Fulmerston como ejecutor y lo nombra supervisor. Tanto el testamento como el codicilo fueron probados el 5 de septiembre de 1538.
Alice Spring no solo fue beneficiaria sino también ejecutora del testamento de su esposo. Se dice que fue la última "Spring notable de Laverham". Realizó la segunda mayor donación a los impuestos de Suffolk ese año. Thomas, su segundo esposo, había sido propietario de 25 feudos en el este de Anglia y Laverham se había convertido en el décimo cuarto pueblo más rico de Inglaterra. La familia luego se trasladó a Pakenham, pero sus descendientes se casaron bien.

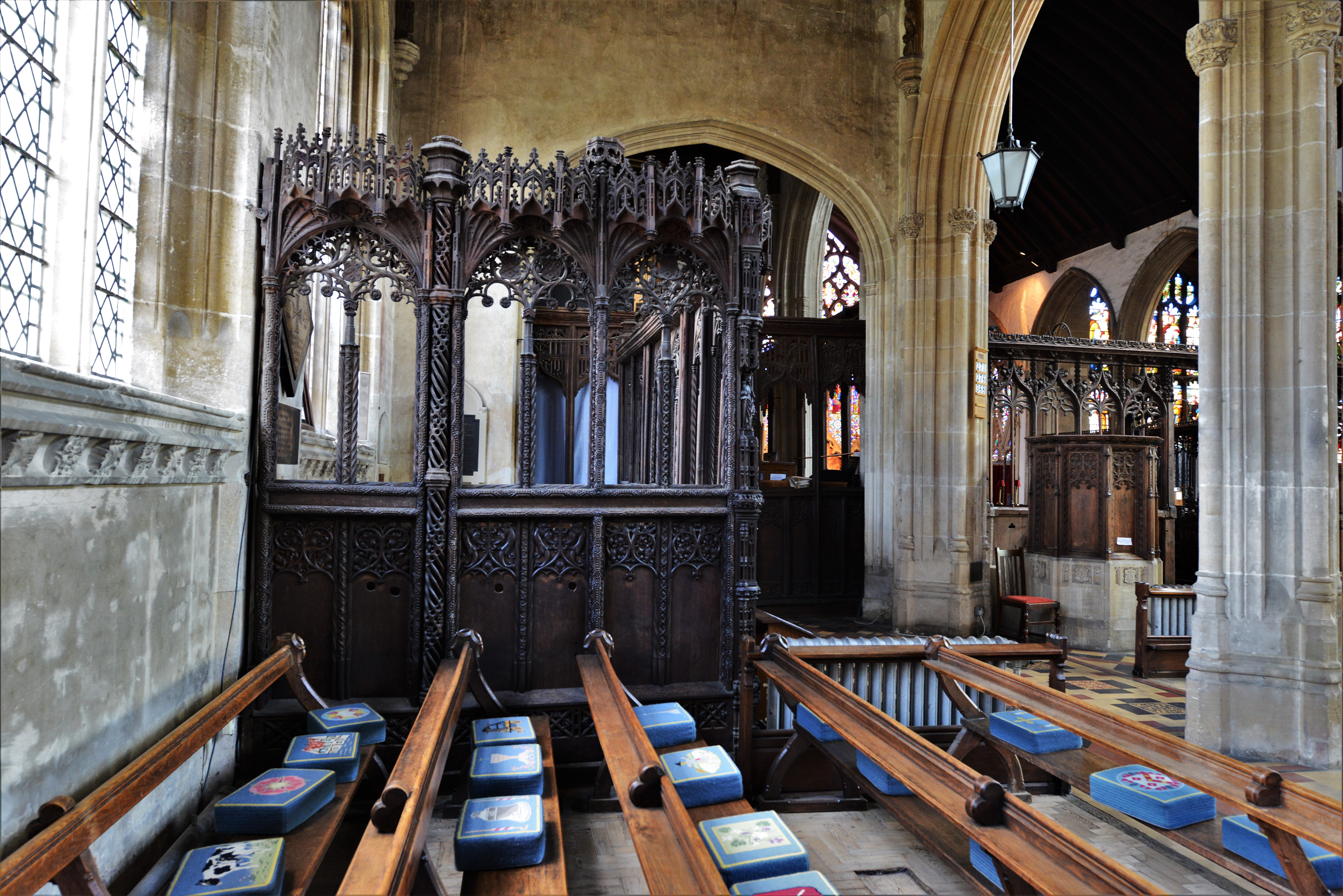
Vista desde un extremo

## Fallecimiento y entierro
Thomas Spring hizo su último testamento el 13 de junio de 1523 como 'Thomas Spring de Lavenham, pañero', dejando a su esposa Alice Spring toda su ropa y joyas, 1,000 marcos en dinero y la mitad de su vajilla y utensilios de hogar, con la otra mitad destinada a John, su hijo mayor y heredero. Spring también dejó legados a su hijo Robert, a su hija soltera Bridget, a los hijos de su hija casada Rose Guybon y a los hijos de su yerno Thomas Jermyn. A 'la hija de mi esposa, Alice May', le legó £26 13s 4d, 'que recuperé para ella de los ejecutores de May', para ser pagados cuando ella cumpliera los dieciséis años. Se dejó además una suma adicional de 5,000 marcos en fideicomiso para las generaciones futuras de miembros de la familia Spring.
Thomas Spring fue enterrado en la Iglesia de San Pedro y San Pablo, Lavenham, ante el altar de Santa Catalina, y su tumba fue cercada por la elaborada pantalla de parclose de madera que aún se conserva, que en su testamento ordenó a sus ejecutores que erigieran. Su viuda, Alice, encargó a talladores de madera flamencos que crearan una pantalla de parclose de diez pies de altura alrededor de su tumba, que es una de las más intrincadas que aún existen.